# Ольха (Псковская область)
Ольха́ — деревня в Ершовской волости Псковского района Псковской области России.
Расположена в 14 км к северу от центра города Пскова и в 9 км к востоку от волостного центра деревни Ершово.
| 2001 | 2002 | 2010 |
| ---- | ---- | ---- |
| 8    | ↗9   | ↘5   |